# 1626 Sadeya
1626 Sadeya је астероид главног астероидног појаса чија средња удаљеност од Сунца износи 2,364 астрономских јединица (АЈ).
Апсолутна магнитуда астероида је 10,5.